# Бурімка (Кременчуцький район)

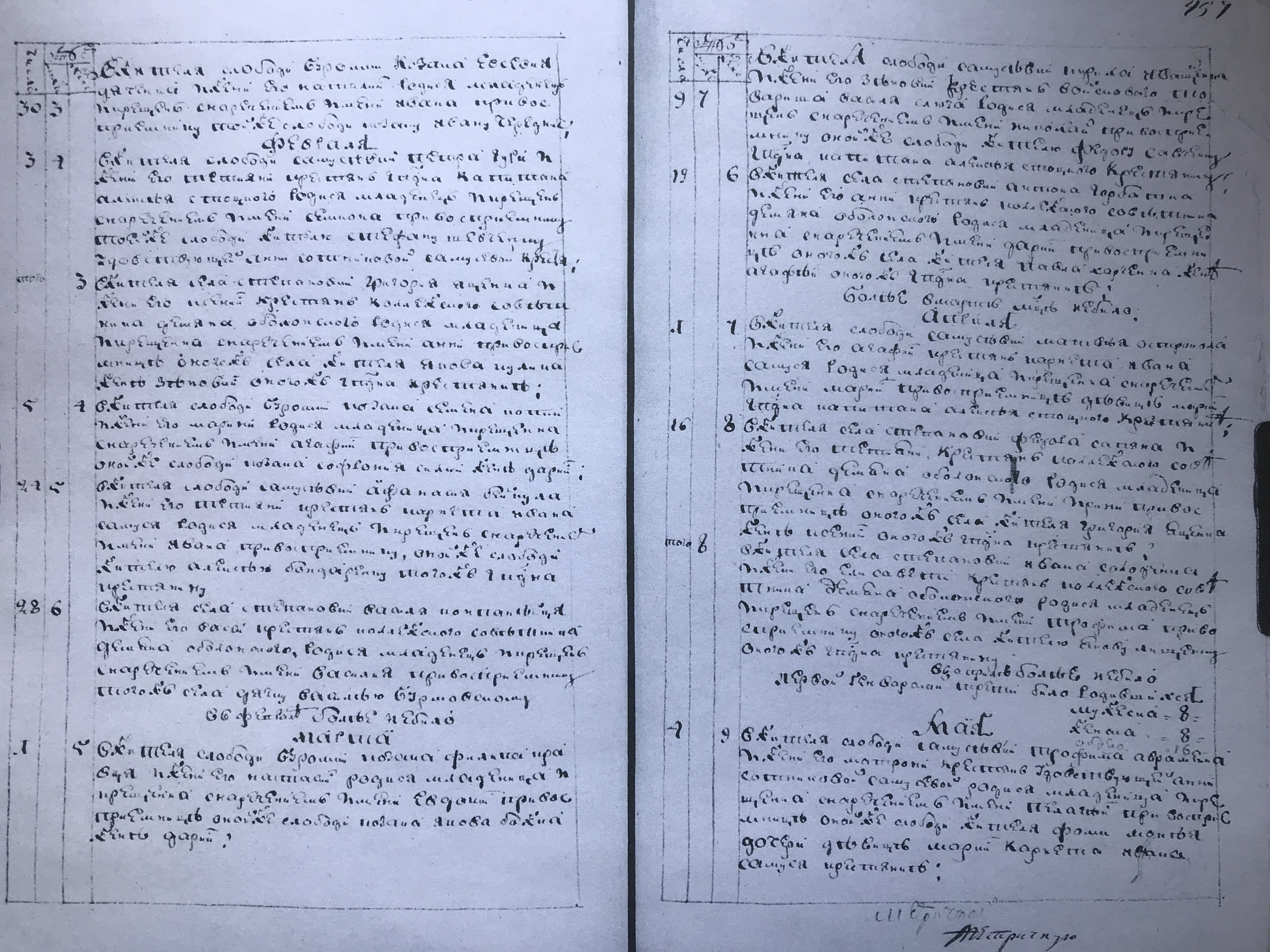
Записи про народження жителів сіл Степанівка, Бурімка і хутора Самусівка за 1796 рік

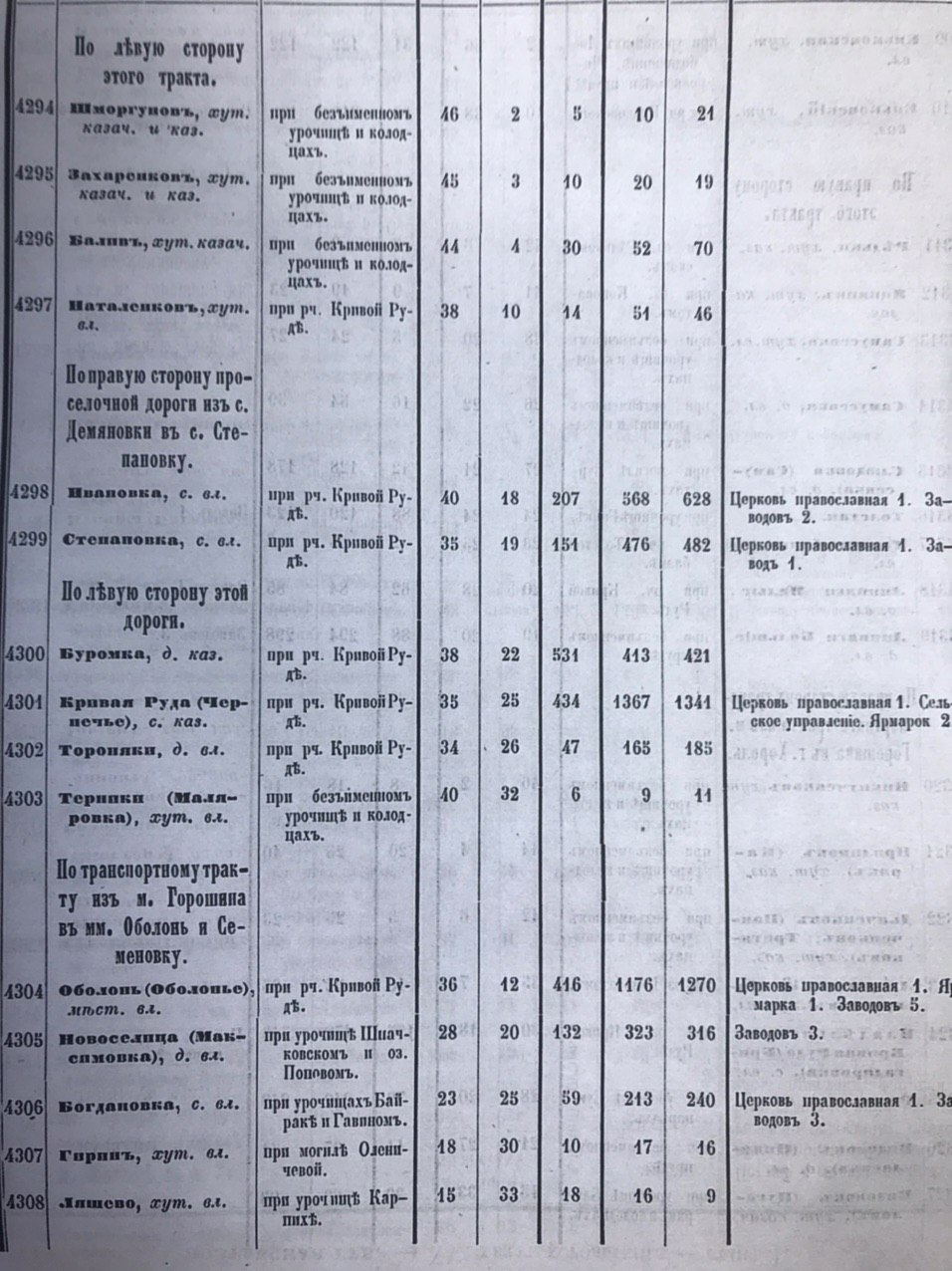

Бурі́мка — село в Україні, у Семенівській селищній громаді Кременчуцького району Полтавської області. Населення становить 411 осіб.
В селі похований Сірий Олександр Валентинович (1974—2015) — солдат Збройних сил України, учасник російсько-української війни 2014—2017.

## Географія
Село Бурімка знаходиться на правому березі річки Крива Руда, нижче за течією примикає село Степанівка, вище за течією на відстані 1 км та на протилежному березі — село Крива Руда. Річка в цьому місці пересихає, на ній зроблено кілька загат.

## Історія села
Заснування села Бурімка припадає на другу половину 18 століття. Імовірно, назва села походить від переселенців з більшої і давнішої Бурімки, розташованої на правому березі Сули. Тепер це с. Велика Бурімка.
У зв'язку зі швидким покозаченням населення в часи Визвольної війни під проводом Богдана Хмельницького жителі цих земель переходять до козацького стану і беруть участь у багатьох військових компаніях Гетьманщини - Української козацької держави. Загроза постійної експансії з боку Річ Посполитої та Російської імперії викликала необхідність створення мілітарного адміністративно-територіального устрою козацької держави. Не стала виключенням і (Велика) Бурімка, що, спочатку, була вільною слободою, а згодом стала селом. Відповідно до адміністративно-територіального устрою Гетьманщини 17-18 століть село Бурімка належала до Лумської сотні, Лубенського полку. У селі діяла дерев'яна церква Великомученика Дмитра. З метричних джерел і клірових відомостей відомо, що у 1762 році у Бурімці діяла церква.
У 1784 році Бурімка значиться приписним до Степанівки селом.
Місцеві жителі займалися сільським господарством, різними ремеслами і торгівлею.
Лукомська сотня була утворена у складі Лубенського полку восени 1648 року. Згідно зі Зборівською угодою, 16 жовтня 1649 р. передана у кількості 228 козаків до Полтавського полку (1649-1658 pp.). У жовтні 1658 р. гетьман І. Виговський відновив Лубенський полк і Лукомська сотня відійшла до Лубенського полку на період з 1658 до 1661 pp. З утворенням Якимом Сомком Кременчуцького полку протягом 1661-1663 pp. була в його складі. Від 1663 р. і до ліквідації у 1782 році - постійно в Лубенському полку. Після скасування сотні як адміністративної одиниці її територію розподілено поміж Лубенським, Хорольським і Городиським повітами Київського намісництва. Сотенний центр: містечко Луком'я нині Оржицького району Полтавської області, яке згадується ще в руських літописах, як місто Лукомль.
Сотниками Лукомської сотні були: Єлецький Андрій (1649), Солонина Дмитро (1658), Проскуренко Семен (1667-1668), Бутенко [Бученко] Олексій Михайлович (1672), Яковлев Андрій (1681-1686), Никоненко Степан (1696), Постомський Михайло (1699-1703), Піковець Василь Матвійович (1709-1716), Кодинець Мартин (1717-1732), Сененко Петро (1723, н.), Кузьма (1723), Кодинець Лаврін (1728, н.), Піковець Іван Васильович (1732-1741), Піковець Степан Васильович (1742-1758), Оріховський Михайло Якович (1763), Мальчевський Іван (1763-1782), Кодинець Антін (1781, н.).
Сотня Лукомльська проіснувала з 1648 до 1782 року і весь цей час місцеві козаки брали участь у всіх військових походах. Станом на 1732 рік згідно з переписом у (Великій) Бурімці серед козаків значаться: Староста Карпо Яковенко, Данило Лебідь, Іл'яш Шрамко, Терешко Лаврененко, Яків Личковаха, Лаврін Хведоренко, Іван Николаенко, Демко Савчин, Юско Горненко, Михайло Гриценко, Яків Андреенко, Данило Полтавець, Іван Павленко, Лук'ян Юрченко, Гарасим Кривченко, Левко Михайленко, Іван Іваненко, Марко Межибозький.
Станом на кінець 18 сторіччя місцевими селами біля Бурімки володіють: невеликою кількістю залежних селян у селі Степанівці — Полковий обозний Іван Степанович Родзянка, слобода Ракитне — Бунчукововий товариш Нікіфор Іванович Кодинець. Згідно зі сповідними розписами станом на 1763 році в селі Бурімці проживало 838 чоловік, серед них: 2 священників із сім'ями, 19 козаків із сім'ями на чолі з Отаманом Іваном Марковичем Межибозьким, посполитих (вільних селян) 725 осіб. Серед прізвищ козаків села Бурімки можна виокремити наступні: Юрченко, Мажара, Личковаха, Сердюченко, Губаренко, Іващенко, Шрамко, Сарана, Легенченко, Чорненко, Боженко, Мороз, Чередниченко.
Подальший занепад Гетьманщини, руйнація російськими військами Нової Січі (Підпільненьської) вкрай негативно вплинуло на українське козацтво, представників якого поступово записували до селянства.
Станом на 1859 рік у Бурімці проживало 834 особи, серед яких 413 чоловіків і 421 жінок. Функціонувало сільське правління, кожні півроку проводився ярмарок.
Після проведення селянської реформи у Російській імперії 1861 року місцеве селянство поступово викуповувало у держави земельні наділи, на яких згодом успішно вирощували зернові культури, овочі та фрукти.
Цікавим фактом є й те, що козаками були записані деякі жителі Бурімки ще на початку 20 століття.
У часи Першої світової війни переважна більшість чоловічого населення були мобілізовані на Західний фронт для боротьби з військами Австро-Угорщини та Німецької імперії. Серед прізвищ жителів села, які були поранені або ж полягли на фронтах Першої світової війни зазначені: Черненко, Мартян, Іващенко, Личковаха, Божко, Данилевський, Легенький, Мажара, Савинський, Борнаховський, Демешко, Ревенко. Після розпаду Російської імперії село Бурімка входить до складу Української Народної Республіки з 1917 року. Козаки з села беруть участь у війні на боці, як УНР, так і російських більшовиків. З поразкою Української Народної Республіки тих місцевих, які воювали у лавах армії УНР було знищено працівниками ВЧК.

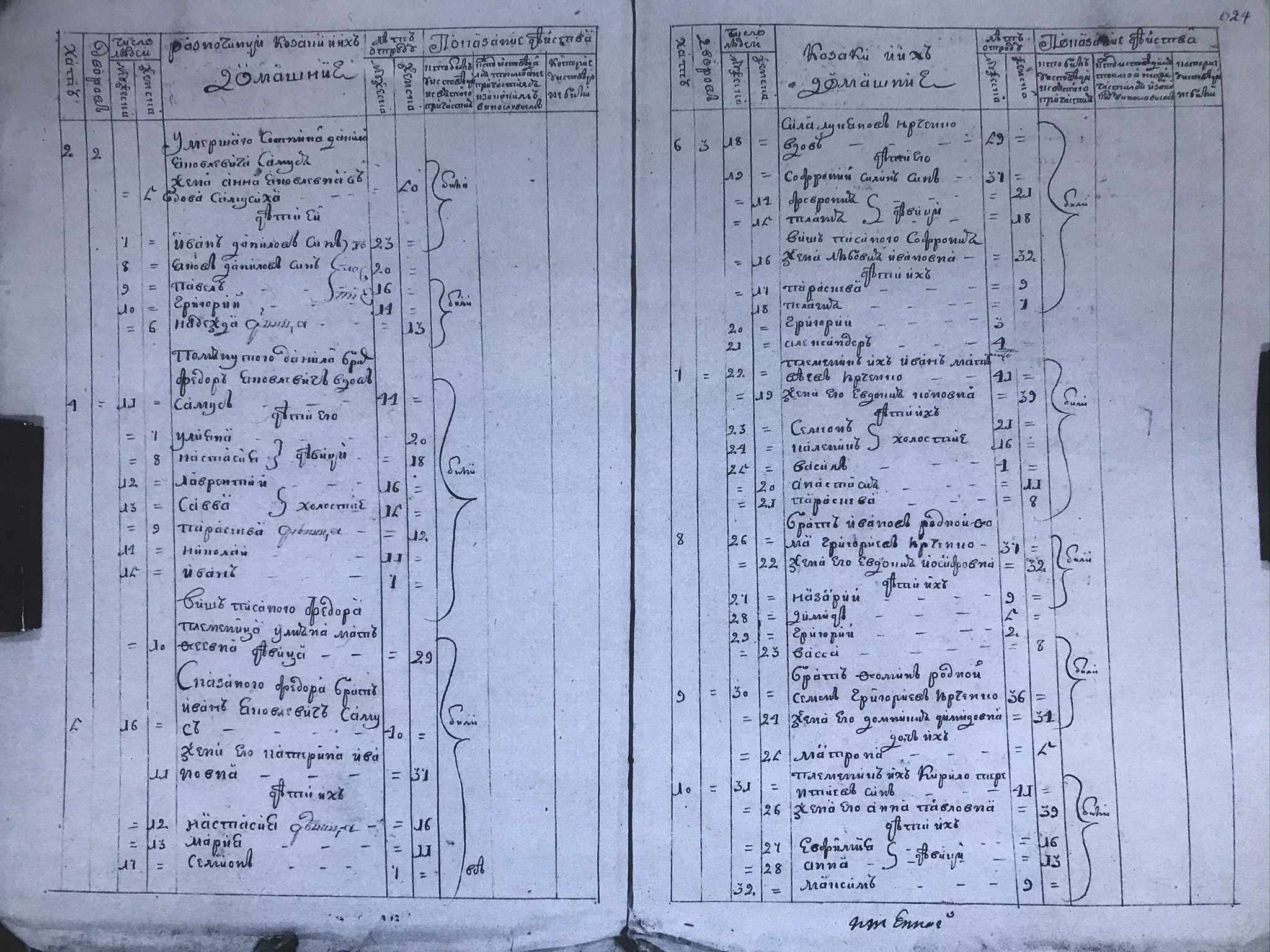
Сповідний розпис села Бурімка за 1789 рік з прізвищами місцевих козаків

Перші роки становлення радянської влади у селі були відносно спокійними, проте вже у 1930 році Політбюром ЦК ВКП(б) було видано Постанову «О мероприятиях по ликвидации кулацких хозяйств в районах сплошной коллективизации». Даною постановою встановлювався ряд заходів щодо ліквідації так званих "куркульських" господарств. Російські більшовики вбачали у середніх і заможніх селянах загрозу, куркуля було оголошено експлуататором, а також класовим ворогом. Зважаючи на те, що землю, майно і худобу селяни здобували своєю важкою працею, віддавати його у колгосп ніхто не хотів. Селяни села чинили спротив колективізації, продаючи худобу, переховуючи своє зерно, псуючи свій реманент. За що більшовицькою владою було фізично знищено або репресовано багато жителів села, нащадків тих козаків, що жили тут з другої половини 17 століття. Серед місцевих жителів, що були піддані репресіям за часів червоного терору: Юрченко Василь Іванович 1910 р.н., Личковаха Митрофан Михайлович 1892 р.н., Божко Іван Андрійович 1921 р.н., Личман Єлисей Максимович 1900 р.н., Черененко Гаврило Григорович 1895 р.н.
12 червня 2020 року, відповідно до розпорядження Кабінету Міністрів України № 721-р «Про визначення адміністративних центрів та затвердження територій територіальних громад Полтавської області», село увійшло до складу Семенівської селищної міської громади.
19 липня 2020 року, в результаті адміністративно - територіальної реформи та ліквідації Семенівського району, село увійшло до складу новоутвореного Кременчуцького району.